# Yigoga turbans
Yigoga turbans är en fjärilsart som beskrevs av George Francis Hampson 1903. Yigoga turbans ingår i släktet Yigoga och familjen nattflyn. Inga underarter finns listade i Catalogue of Life.